# Gusanastades

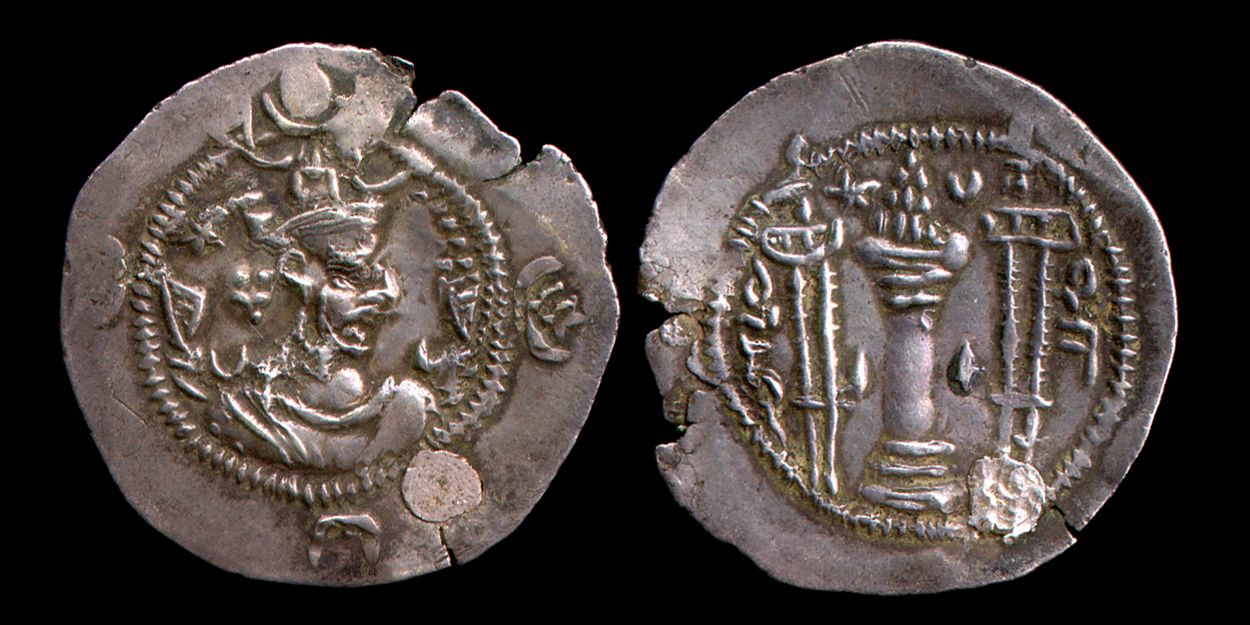
Dracma de (r. 488–496; 499–531)

Gusanastades (em grego: Γουσαναστάδης; 488), de acordo com as fontes bizantinas, ou Gushnaspdad, de acordo com as fontes persas, foi um nobre sassânida que manteve o posto de canaranges durante o reinado de Balas (r. 484–488). Um apoiante de Balas, o ajudou a ascender ao trono sassânida em 484 e sugeriu que seu irmão, Cavades I, fosse morto. Cavades foge para o Império Heftalita, e em 488, ao retornar com tropas, toma o trono para si e manda executar Gusanastades.

## Biografia
Gusanastades é mencionado pela primeira vez em 484, quando apoiou Balas. Após a ascensão do último, Gusanastades instigou-o a matar Cavades, seu irmão. Segundo Procópio de Cesareia, enquanto segurando uma faca, Gusanastades teria dito: "Vocês veem esta faca, como extremamente pequena ela é; no entanto ela é capaz, neste momento, de realizar uma ação que, estejam certos, meus queridos persas, um pouco depois duas miríades de homens vestidos em armaduras não conseguiriam fazer acontecer."
Os nobres sassânidas se recusaram a concordar com essa ideia e em vez disso prenderam Cavades. Cavades conseguiu escapar posteriormente e refugiou-se na Ásia Central. Em 488, Cavades retorna à Pérsia com ajuda dos heftalitas, e foi acompanhado por outros nobres sassânidas, incluindo o carenida Sucra e Adergudunbades, um parente de Gusanastades. Cavades então capturou Ctesifonte, ascendeu ao trono sassânida e executou Gusanastades.